# Arquidiocese de Oviedo
A Arquidiocese de Oviedo (Archidiœcesis Ovetensis) é uma arquidiocese da Igreja Católica situada em Oviedo, na comunidade autónoma das Astúrias. É fruto da elevação da diocese de Oviedo, criada em 811. Seu atual arcebispo é Jesús Sanz Montes, O.F.M.. Sua Sé é a Catedral Metropolitana Basílica de San Salvador.

## Território
Em 2019 possuía 933 paróquias, tendo 461 padres contando com 95% da população jurisdicionada batizada. Sua jurisdição se estende por toda as Astúrias.

## História
A diocese de Oviedo foi erigida em 811. Em 1105, a diocese obteve uma isenção de sé, tornando-se sujeita imediatamente à Sé Apostólica.
Durante a Idade Média, Oviedo teve grande importância como uma escala do Caminho de Santiago, a rota de peregrinação importante que permitiu que a diocese permanecesse em comunicação com a Europa. Oviedo se tornou um destino de peregrinação com as relíquias da Arca Sagrada. Com as relações com o resto da Europa, houve o florescimento de muitos mosteiros beneditinos de Cluny, na Cordilheira Cantábrica.
Desde 1608 a formação do clero é feita na Universidade de Oviedo. O seminário diocesano foi aberto em 1851.
Em 27 de outubro de 1954, a diocese cedeu porções de seu território para o benefício de dioceses vizinhas e ao mesmo tempo, foi elevada à categoria de arquidiocese metropolitana.

## Prelados
|                          | Nome                                         | Período    | Notas                                           |
| Arcebispos               | Arcebispos                                   | Arcebispos | Arcebispos                                      |
| ------------------------ | -------------------------------------------- | ---------- | ----------------------------------------------- |
| 5º                       | Jesús Sanz Montes, O.F.M.                    | 2009-      | Atual                                           |
| 4º                       | Carlos Osoro Sierra                          | 2002-2009  | Nomeado Arcebispo de Valência                   |
| 3º                       | Gabino Díaz Merchán                          | 1969-2002  |                                                 |
| 2º                       | Vicente Enrique y Tarancón                   | 1964-1969  | Nomeado Arcebispo de Madrid                     |
| 1º                       | Francisco Javier Lauzurica y Torralba        | 1954-1964  |                                                 |
| Arcebispo coadjutor      |                                              |            |                                                 |
|                          | Segundo Garcia de Sierra y Méndez            | 1959-1964  | Nomeado Arcebispo de Burgos                     |
| Bispos                   |                                              |            |                                                 |
| 105º                     | Francisco Javier Lauzurica y Torralba        | 1949-1954  | Elevado à Arcebispo                             |
| 104º                     | Benjamín de Arriba y Castro                  | 1944-1949  | Nomeado Arcebispo de Tarragona                  |
| 103º                     | Manuel Arce y Ochotorena                     | 1938-1944  | Nomeado Arcebispo de Tarragona                  |
| 102º                     | Justo Antonino de Echeguren y Aldama         | 1935-1937  |                                                 |
| 101º                     | Juan Bautista Luis y Pérez                   | 1921-1934  |                                                 |
| 100º                     | Francisco Javier Baztán y Urniza             | 1904-1920  |                                                 |
| 99º                      | Ramón Martínez Vigil, O.P.                   | 1884-1904  |                                                 |
| 98º                      | Sebastián Herrero y Espinosa de los Monteros | 1882-1883  | Nomeado Bispo de Córdoba                        |
| 97º                      | Benito Sanz y Forés                          | 1868-1881  | Nomeado Arcebispo de Valladolid                 |
| 96º                      | José Luis Montagut Rubio                     | 1863-1868  | Nomeado Bispo de Segorbe                        |
| 95º                      | Juan de la Cruz Ignacio Moreno y Maisanove   | 1857-1863  | Nomeado Arcebispo de Valladolid                 |
| 94º                      | Ignacio Díaz Caneja                          | 1848-1856  |                                                 |
| 93º                      | Gregorio Ceruelo la Fuente                   | 1815-1836  |                                                 |
| 92º                      | Gregorio Hermida y Gamba (ou Camba)          | 1806-1814  |                                                 |
| 91º                      | Juan de Llano Ponte                          | 1791-1805  |                                                 |
| 90º                      | Agustín González Pisador                     | 1760-1791  |                                                 |
| 89º                      | Juan Francisco Manrique Lara                 | 1754-1760  | Nomeado Bispo de Plasencia                      |
| 88º                      | Felipe Martín Ovejero                        | 1750-1753  |                                                 |
| 87º                      | Gaspar José Vázquez Tablada                  | 1745-1749  |                                                 |
| 86º                      | Juan Garcia Avello y Castrillón              | 1730-1744  |                                                 |
| 85º                      | José Hendaya Haro                            | 1724-1729  |                                                 |
| 84º                      | Tomás José Ruiz Montes                       | 1723-1724  | Nomeado Arcebispo (título pessoal) de Cartagena |
| 83º                      | Antonio Maldonado Minoja                     | 1720-1722  |                                                 |
| 82º                      | José Fernández del Toro                      | 1707-1719  |                                                 |
| 81º                      | Tomás Reluz                                  | 1697-1706  |                                                 |
| 80º                      | Simón García Pedrejón                        | 1682-1696  |                                                 |
| 79º                      | Alonso Antonio de San Martín                 | 1675-1681  | Nomeado Bispo de Cuenca                         |
| 78º                      | Alfonso de Salizanes y Medina                | 1669-1675  | Nomeado Bispo de Córdoba                        |
| 77º                      | Diego Sarmiento de Valladares                | 1668       | Nomeado Bispo de Plasencia                      |
| 76º                      | Ambrosio Ignacio Spínola y Guzmán            | 1665-1667  | Nomeado Arcebispo de Valência                   |
| 75º                      | Diego Requelme y Quirós                      | 1661-1665  | Nomeado Bispo de Plasencia                      |
| 74º                      | Bernardo Caballero Paredes                   | 1642-1661  |                                                 |
| 73º                      | Antonio Valdés Herrera                       | 1636-1641  | Nomeado Bispo de Osma                           |
| 72º                      | Martín Carrillo Alderete                     | 1633-1636  | Nomeado Bispo de Osma                           |
| 71º                      | Juan Pereda Gudiel                           | 1627-1632  |                                                 |
| 70º                      | Juan Torres de Osorio                        | 1624-1627  | Nomeado Bispo de Valladolid                     |
| 69º                      | Alonso Martín de Zúñiga                      | 1616-1623  | Nomeado Bispo de Osma                           |
| 68º                      | Francisco de la Cueva, O.S.A.                | 1612-1615  |                                                 |
| 67º                      | Juan Álvarez de Caldas                       | 1605-1612  | Nomeado Bispo de Ávila                          |
| 66º                      | Alonso Martínez de la Torre, O.S.            | 1603-1604  |                                                 |
| 65º                      | Gonzalo Gutiérrez Montilla                   | 1598-1602  |                                                 |
| 64º                      | Diego Aponte Quiñones, O.S.                  | 1585-1598  | Nomeado Bispo de Málaga                         |
| 63º                      | Francisco Antonio Orantes Vélez, O.F.M.      | 1581-1584  |                                                 |
| 62º                      | Gonzalo Solórzano                            | 1570-1580  |                                                 |
| 61º                      | Juan Ayora                                   | 1567-1569  |                                                 |
| 60º                      | Jerónimo Velasco                             | 1556-1566  |                                                 |
| 59º                      | Cristóbal Rojas Sandoval                     | 1546-1556  | Nomeado Bispo de Badajoz                        |
| 58º                      | Martín Tristán Calvete                       | 1539-1546  |                                                 |
| 57º                      | Fernando Valdés                              | 1532-1539  | Nomeado Bispo de León                           |
| 56º                      | Diego de Acuña                               | 1527-1532  |                                                 |
| 55º                      | Francisco Mendoza                            | 1525-1527  | Nomeado Bispo de Zamora                         |
| 54º                      | Diego de Muros                               | 1512-1525  |                                                 |
| 53º                      | Valeriano Ordóñez Villaquirán                | 1508-1512  |                                                 |
| 52º                      | García Ramírez Villaescusa                   | 1502-1508  |                                                 |
| 51º                      | Juan Rodriguez Daza                          | 1498-1502  | Nomeado Bispo de Cartagena                      |
| 50º                      | Juan Arias de Villar                         | 1487-1498  | Nomeado Bispo de Segóvia                        |
| 49º                      | Gonzalo de Villadiego                        | 1485-1487  |                                                 |
| 48º                      | Alfonso de Palenzuela                        | 1469-1475  |                                                 |
| 47º                      | Juan Díaz de Coca                            | 1467-1470  |                                                 |
| 46º                      | Rodrigo Sánchez de Arévalo                   | 1457-1467  | Nomeado Bispo de Zamora                         |
| 45º                      | Iñigo Manrique de Lara                       | 1444-1457  | Nomeado Bispo de Coria                          |
| 44º                      | Diego Rapado                                 | 1442-1444  |                                                 |
| 43º                      | García Enríquez Osorio                       | 1441-1442  | Nomeado Arcebispo de Sevilha                    |
| 42º                      | Diego Ramírez de Guzmán                      | 1412-1441  |                                                 |
| 41º                      | Álvaro                                       | 1397-1412  |                                                 |
| 40º                      | Guillermo García Manrique                    | 1389-1412  |                                                 |
| 39º                      | Gutierre de Toledo                           | 1377-1389  |                                                 |
| 38º                      | Sancho                                       | 1348-1369  |                                                 |
| 37º                      | Alfonso II                                   | 1345-1348  |                                                 |
| 36º                      | Juan Sancho                                  | 1332-1345  |                                                 |
| 35º                      | Juan de Campo                                | 1328-1332  | Nomeado Bispo de León                           |
| 34º                      | Odón                                         | 1323-1328  | Nomeado Bispo de Cuenca                         |
| 33º                      | Fernando Álvarez                             | 1302-1321  | 2ª vez                                          |
| 32º                      | Fernando Alfonso                             | 1295-1301  |                                                 |
| 31º                      | Fernando Álvarez                             | 1293-1295  | 1ª vez                                          |
| 30º                      | Miguel                                       | 1289-1292  |                                                 |
| 29º                      | Peregrino                                    | 1286-1289  |                                                 |
| 28º                      | Frédol de Saint-Bonnet                       | 1275-1284  | Nomeado Bispo de Le Puy-en-Velay                |
| 27º                      | Alvero                                       | 1275       | Eleito                                          |
| 26º                      | Fernando Martínez                            | 1269-1275  |                                                 |
| 25º                      | Pedro II                                     | 1251-1269  |                                                 |
| 24º                      | Juan González                                | 1189-1243  |                                                 |
| 23º                      | Menendo                                      | 1188-1189  |                                                 |
| 22º                      | Rodrigo                                      | 1175-1188  |                                                 |
| 21º                      | Pedro I                                      | 1156-1175  |                                                 |
| 20º                      | Martim II                                    | 1143-1156  |                                                 |
| 19º                      | Alfonso                                      | 1129-1142  |                                                 |
| 18º                      | Pelayo                                       | 1098-1129  |                                                 |
| 17º                      | Martim I                                     | 1094-1101  |                                                 |
| 16º                      | Arias Cromaz                                 | 1073-1094  |                                                 |
| 15º                      | Froilán                                      | 1035-1073  |                                                 |
| 14º                      | Ponce                                        | 1025-1028  |                                                 |
| 13º                      | Agda                                         | ?-1024     |                                                 |
| 12º                      | Gudesteo                                     | 991-996    |                                                 |
| 11º                      | Bermudo                                      | 976-991    |                                                 |
| 10º                      | Diego                                        | 962-968    |                                                 |
| 9º                       | Oveco II                                     | 922-953    |                                                 |
| 8º                       | Hermenegildo II                              | ?-921      |                                                 |
| 7º                       | Oveco I                                      | 913-920    |                                                 |
| 6º                       | Flaciano                                     | 909-912    |                                                 |
| 5º                       | Gomelo II                                    | 905-909    |                                                 |
| 4º                       | Hermenegildo I                               | 881        |                                                 |
| 3º                       | Serrano                                      | 853-858    |                                                 |
| 2º                       | Gomelo I                                     | 852        |                                                 |
| 1º                       | Adulfo                                       | 802-812    |                                                 |
| Bispos auxiliares        |                                              |            |                                                 |
|                          | Juan Antonio Menéndez Fernández              | 2013-2015  | Nomeado Bispo de Astorga                        |
|                          | Cecilio Raúl Berzosa Martínez                | 2005-2011  | Nomeado Bispo de Ciudad Rodrigo                 |
|                          | Atilano Rodríguez Martínez                   | 1996-2003  | Nomeado Bispo de Ciudad Rodrigo                 |
|                          | José Sánchez González                        | 1980-1991  | Nomeado Bispo de Sigüenza-Guadalajara           |
|                          | Elías Yanes Alvarez                          | 1970-1977  | Nomeado Arcebispo de Zaragoza                   |
|                          | Juan Llano y Ponte                           | 1769-1791  | Nomeado Bispo                                   |
|                          | Francisco José Castillo Albaráñez            | 1716-?     |                                                 |
| Administrador apostólico |                                              |            |                                                 |
|                          | Francisco José Castillo Albaráñez            | 1717-?     | Bispo auxiliar da mesma.                        |